# Caryocar coriaceum
Caryocar coriaceum,  pequiá,  piqui,   es una especie botánica de planta con flor en la familia de las Caryocaraceae. Es endémica de Brasil. 

## Descripción
Es un árbol que alcanza 15 m de altura; hojas coriáceas, las superiores sésiles, glabras, obovadas-cuneadas, mínimamente dentadas, de 7-8 cm x 5-8 mm de ancho; inflorescencia racimosa, con pedicelo elongado, con 14 flores con cáliz 5-partido, de 1 cm de diámetro, corola de 4 cm de diámetro con 5-pétalos, ovario subgloboso. Fruto drupa espinosa y nuez muy dura. Se consume su pulpa aceitosa.

## Usos medicinales
Se usa su aceite de pequiá para cosmética y dermatología

## Taxonomía
Caryocar coriaceum fue descrita por Ludwig Wittmack y publicado en Flora Brasiliensis 12(1): 352. 1886.